# Джаксън (окръг, Мисури)
Вижте пояснителната страница за други населени места с името Джаксън.
Окръг Джаксън (на английски: Jackson County) е окръг в щата Мисури, Съединени американски щати. Площта му е 1595 km², а населението - 668 417 души. Административен център е град Индипендънс.